# Lowana Planitia
Lowana Planitia est une plaine située sur Vénus dans le quadrangle de Shimti Tessera. Elle a été nommée en référence à Lowana, héroïne d'une histoire aborigène d'Australie ; vivait seule parmi des paniers tissés pour la mer.